# Featheroides
Featheroides is een geslacht van spinnen uit de familie springspinnen (Salticidae).

## Soorten
De volgende soorten zijn bij het geslacht ingedeeld:
- Featheroides typicus Peng et al., 1994
- Featheroides yunnanensis Peng et al., 1994